# Rio Aorangiwai
O rio Aorangiwai é um pequeno rio do districto de Gisborne na Nova Zelândia. É um afluente do rio Mata, que flui em cerca de 10 km a montante da Ruatoria.